# 怪奇系児童書
怪奇系児童書（かいきけいじどうしょ）は、日本において1970年代に数多く刊行されたオカルトやホラー、サブカルチャーを題材とする児童書の総称。

## 概要
漫画や文学ではなく「大百科」や「全書」「入門」の体裁を取るものが多く、特に妖怪や悪魔を列挙したものや超能力・心霊現象を題材にしたもの、スパイや海賊・秘密結社等の犯罪・非合法組織に関するもの、サバイバル入門のようなものまでジャンルは多種多様にわたる。
しかしいずれも実用性は乏しく、また必要以上に残虐性を強調した描写が目立つものや写真・図版の出典を明記していない状態の無断転載が行われているものも多い。

### 成立と衰退
1960年代の『週刊少年マガジン』（講談社）に掲載されていた大伴昌司「大図解」シリーズが怪奇系児童書の原点とされる。「大図解」では最先端の特撮技術や第二次世界大戦の実録を始め様々な題材を扱っていたが、特にオカルト系の記事は人気が高かったとされる。
1973年、大伴が36歳の若さで急逝し「大図解」がマガジン誌上から姿を消したのに前後して「大図解」におけるオカルト系記事の流れが怪奇系児童書へとシフトして行き、講談社から「ドラゴンブックス」、立風書房から「ジャガーバックス」などのシリーズが数多く刊行された。1980年代に入ると怪奇系児童書は急速に姿を消し、現存数も少ない。